# Fiona
Fiona – imię żeńskie. Imię Fiona zostało wymyślone i pierwszy raz użyte przez szkockiego poetę Jamesa Macphersona (1736–1796), autora tzw. „pieśni Osjana”, rzekomo autorstwa średniowiecznego barda szkockiego, których to rękopis miał odkryć i przetłumaczyć na język angielski. Inne imiona, które zostały szerzej spopularyzowane przez tego poetę to Malwina, Selma i Oskar.
Imię zostało następnie wykorzystane jako pseudonim Williama Sharpa (1855–1905), który był autorem kilku dzieł romantycznych pisanych pod pseudonimem Fiona Macleod. Od tego czasu imię to stało się popularne w Anglii i Szkocji.
Uważa się, że imię to jest zlatynizowaną formą irlandzkiego słowa fionn, oznaczającego coś „białego”, „sprawiedliwego”, „uczciwego”. Imię Fiona jest też czasami używane w formie zanglicyzowanej, pochodnej od oryginalnej formy irlandzkiej imienia Fíona. Występuje także tendencja do wymiennego używania rzeczywistego szkockiego imienia Fionnghal i imienia Fiona (jest też możliwe, że imię Fiona było utworzone na bazie imienia Fionnghal).